# Volta à França à vela
A Volta à França à Vela - título origina "Tour de France à la voile" - é uma prova para veleiros de cruzeiro criada em 1978 e que tem lugar anualmente em Julho. A dúzia de  etapas previstas varia de ano para ano e realizam-se na costa atlântica e na Costa Azul. 

## Características
A primeira é a prova ser constituída por corrida por etapas, de um porto a outro, e por regata tipo banana onde os concorrentes efectuam um  percurso dessa forma! Destinada a monotipos - mesma classe de barco - para que a vitória só dependa da qualidade da equipagem.
A segunda é existirem três classificações distintas; Geral, amadores, e estudantes.
A terceira particularidade desta prova é que é organizada em Villages (aldeias), presentes à partida e à chegada a cada etapa; a aldeia para animação dos espectadores, a aldeia da organização e a aldeia de assistência e alojamento dos concorrentes. 
Por esta volta a França já passarem nomes famosos como os de Florence Arthaud, Loïck Peyron e mesmo Russell Coutts triplo vencedor da Taça América.  

## Barcos
Para ajudar a evolução técnica dos veleiros, os barco tem mudado regularmente e desde 1978 já teve 7 classes diferentes como o First 30 e desde  2011 o M34  . 